# Portul Hamburg

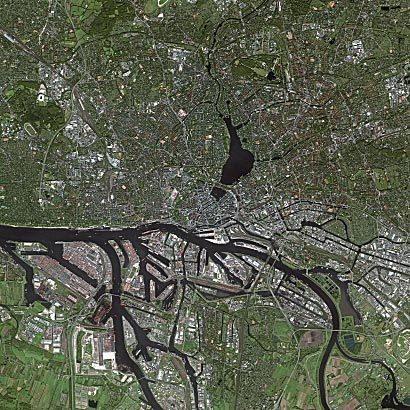
Imagine din satelit a Hamburgului. Portul Hamburg se întinde de-a lungul malului sudic al râului Elba, care se împarte în numeroase brațe naturale.

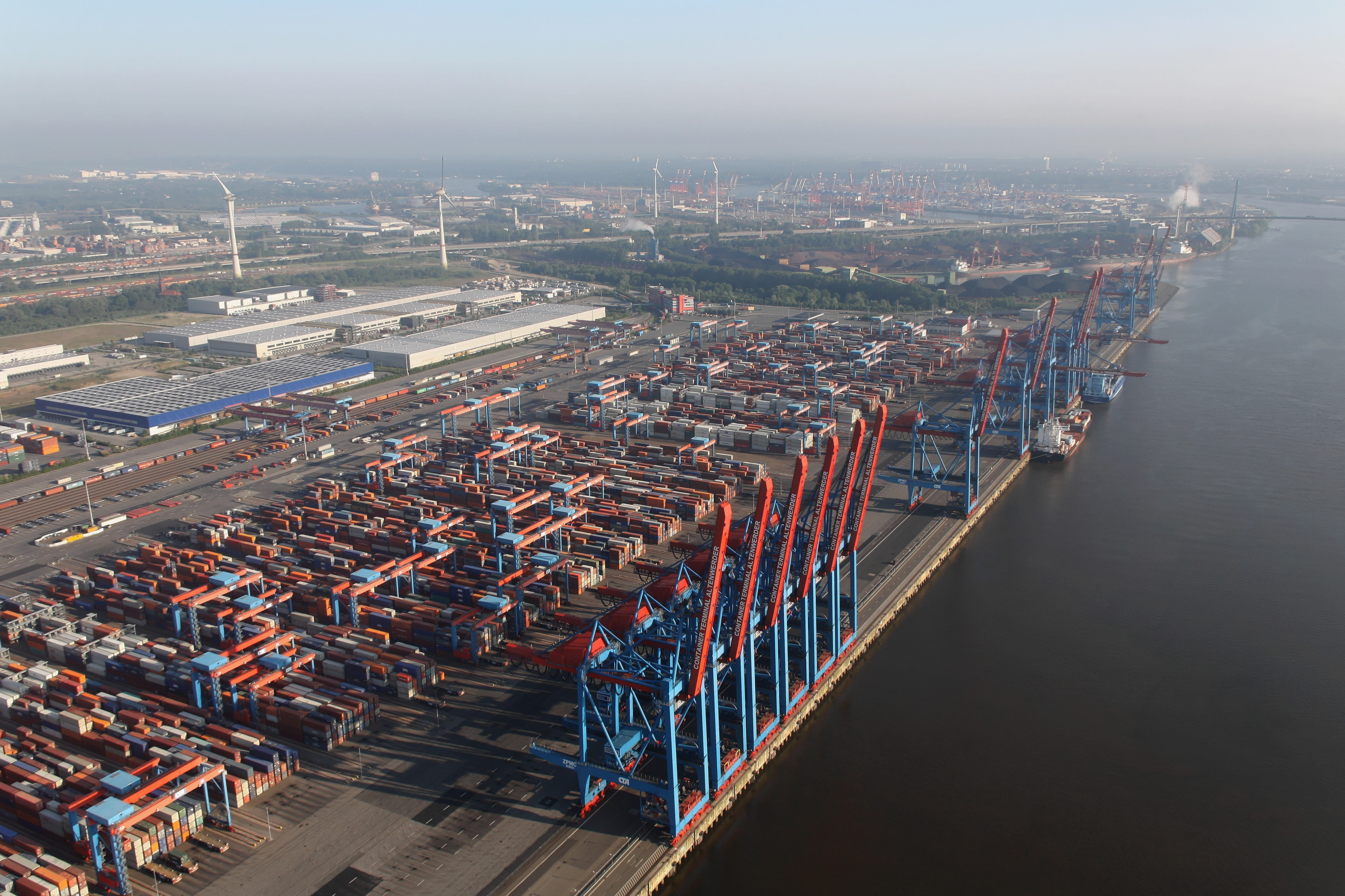
Terminalul de containere Altenwerder

Portul Hamburg (în germană Hamburger Hafen) este un port fluvial pe fluviul Elba din Hamburg, Germania, la 110 km de gura de vărsare în Marea Nordului.
El este cel mai mare port al Germaniei și este numit „Poarta către lume” (Tor zur Welt). Ținând cont de cantitatea de marfă în termeni de echivalent a douăzeci de picioare (TEU), Hamburg este al doilea cel mai aglomerat port din Europa (după Rotterdam) și al 15-lea cel mai mare din întreaga lume. În anul 2014 portul a fost tranzitat de o cantitate de mărfuri de 9,73 milioane TEU.
Portul are o suprafață de 73,99 km2 (64,80 km2 utilizabili), din care 43,31 km2 (34,12 km2) sunt zone de uscat. Locația este avantajată în mod natural de ramificarea în brațe a râului Elba, creând un loc ideal pentru un complex portuar cu spații de depozitare și transbordare. Portul liber extins permitea stocarea de mărfuri fără plata taxelor vamale, dar această facilitate a fost eliminată în 2013.

## Istoric
Portul este aproape la fel de vechi ca istoria orașului Hamburg. Fondat pe 7 mai 1189 de către Frederic I datorită locației sale strategice, el a fost timp de mai multe secole portul principal al Europei Centrale și a permis Hamburgului să se dezvolte de timpuriu într-un oraș comercial important, cu o burghezie bogată și mândră.
În perioada de existență a Ligii Hanseatice din secolul al XIII-lea până în secolul al XVI-lea, Hamburg a fost considerat al doilea după orașul-port Lübeck în funcție de rolul său ca nod de tranzit pentru comerțul maritim. După descoperirea Americilor și dezvoltarea comerțului transatlantic, Hamburgul a depășit toate celelalte porturi germane. În cea de-a doua jumătate a secolului al XIX-lea, Hamburg a devenit principalul nod de transport maritim de pasageri și de mărfuri al Europei Centrale, iar din 1871 a fost principalul port comercial al Germaniei. În acea vreme Hamburg-America Line era cea mai mare companie de transport maritim din lume. Din 1888, compania HADAG operează un serviciu de feribot în diferite părți ale portului și râului Elba. Portul Liber, înființat pe 15 octombrie 1888, a permis comercianților să livreze și să depoziteze mărfuri, fără a trece prin vamă, și a îmbunătățit în continuare poziția proeminentă a Hamburgului în comerțul maritim cu țările vecine. Moldauhafen are un aranjament similar, deși se referă exclusiv la mărfurile destinate Republicii Cehe.
Speicherstadt, unul din simbolurile arhitecturale ale Hamburgului, este o zonă vastă de debarcader cu o suprafață de 350.000 m2 pe malul de nord al râului, fiind construită în anii 1880 ca parte a portului liber și pentru a face față cantității în creștere de bunuri stocate în port.
Șantierele navale din Hamburg și-au pierdut flota de două ori după Primul Război Mondial și după cel de-al Doilea Război Mondial, iar în timpul divizării Germaniei între 1945 și 1990 Portul Hamburg a pierdut o mare parte a hinterlandului său și, în consecință, multe dintre legăturile comerciale. Cu toate acestea, odată cu reunificarea Germaniei, căderea Cortinei de Fier și extinderea Uniunii Europene, Hamburg și-a consolidat poziția de unul din principalele centre logistice ale Europei și unul dintre cele mai mari și mai aglomerate porturi maritime.

## Acces
Adâncirea râului Elba pentru navele mari este controversată din motive ecologice. În parte datorită cooperării cu landurile Saxonia Inferioară și Bremen pentru a construi un nou port de containere (JadeWeserPort) în apele adânci ale Jadebusen din Wilhelmshaven, Hamburg a renunțat la acest plan, după schimbarea de guvern din 2001.

## Terminale
| Port                                      | Operator                    | Tip             | Dane | Lungimea cheiului | Macarale pe chei | Suprafață (ha) | Capacitate (kTEU) |
| ----------------------------------------- | --------------------------- | --------------- | ---- | ----------------- | ---------------- | -------------- | ----------------- |
| EUROGATE Container Terminal Hamburg (CTH) | Eurogate                    | Containere      | 6    | 2.050 m           | 21               | 140            | 2.900             |
| Container Terminal Altenwerder⁠(d) (CTA)   | HHLA⁠(d)                     | Containere      | 4    | 1.400 m           | 26               | 110            | > 3.000           |
| Container Terminal Burchardkai (CTB)      | HHLA                        | Containere      | 8    | 2.850 m           | 22               | 140            | 5.200             |
| Container Terminal Tollerort (CTT)        | HHLA                        | Containere      | 4    | 1.240 m           | 12               | 40             | 950               |
| Buss Hansa Terminal                       |                             | Multifuncțional |      | 840 m             | 9                | 30             |                   |
| Buss Ross Terminal                        |                             | Multifuncțional |      | 230 m             | 1                |                |                   |
| Rhenus Midgard Hamburg                    | Rhenus Midgard Hamburg GmbH | Multifuncțional | 3    | 500 m             | 2                |                |                   |
| G.T.H. Getreide Terminal Hamburg          | Getreide AG                 | Mărfuri vrac    | 1    | 270 m             |                  |                |                   |
| Kalikai                                   | K+S Transport GmbH          | Mărfuri vrac    |      |                   |                  |                |                   |
| Louis Hagel                               | Louis Hagel GmbH & Co. KG   | Mărfuri vrac    | 2    | 300 m             | 1                |                |                   |
| Steinweg                                  |                             | Mărfuri vrac    |      | 1.150 m           | 4                |                | 250               |
| Buss Hansa Terminal                       |                             | Mărfuri lichide |      | 840 m             |                  |                |                   |
| Elbe Mineralölwerke                       | Royal Dutch Shell           | Mărfuri lichide |      |                   |                  |                | 8/navă            |
| Vopak Terminal Hamburg                    | Vopak⁠(d)                    | Mărfuri lichide |      | 840 m             | 9                | 720.000 cbm    | 5,000             |
| Hamburg Cruise Center Altona              |                             | Pasageri        | 1    | 326 m             |                  |                |                   |
| Hamburg Cruise Center HafenCity           |                             | Pasageri        | 2    | 345 m             |                  |                |                   |
| Hamburg Cruise Center Steinwerder         |                             | Pasageri        | 1    | 330 m             |                  |                |                   |

## Croaziere
Hamburg este o importantă destinație de croazieră și unul dintre cele mai mari porturi de escală pentru pasagerii navelor de croazieră ce călătoresc peste Atlantic sau vin din Norvegia și Marea Baltică. Portul este, de asemenea, o locație majoră pentru constructori de nave și pentru șantierele navale, în care se proiectează, se construiesc și se recondiționează iahturi și nave de croazieră. Hamburg are trei terminale de pasageri pentru navele de croazieră: Hamburg Cruise Center HafenCity, Hamburg Cruise Center Altona și Hamburg Cruise Center Steinwerder⁠(d), toate trei fiind capabile să primească cele mai mari nave de croazieră ale lumii.

## Cultură

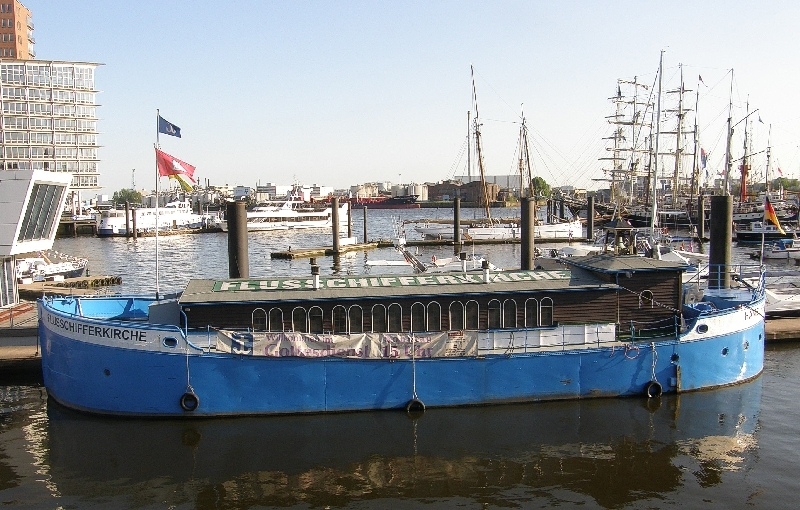
Flussschifferkirche (Biserica plutitoare)

Portul Hamburg este, de asemenea, unul dintre cele mai mari atracții ale orașului Hamburg, atât ca un centru logistic, industrial și rezidențial, cât și ca fundal pentru cultura modernă și istoria orașului. Printre acestea se află numeroase nave muzeu, teatre muzicale, baruri, restaurante și hoteluri - și chiar o biserică plutitoare.
Celebrarea anuală a zilei înființării portului (Hafengeburtstag) în primul week-end din luna mai este unul dintre cele mai mari evenimente publice ale orașului Hamburg. Vizitatori germani și străini sosesc aici pentru a lua parte la festivități. Remorcherele plutesc în ritm de „balet”, galioane vechi și nave de croazieră noi permit efectuarea de tururi și focuri de artificii explodează pe timp de noapte.
Ghizii turistici ai excursiilor cu ambarcațiuni în port sunt numiți he lüchts (termenul din germana de jos pentru el minte), după un nume dat lor de către docheri atunci când au auzit poveștile pe care le spuneau turiștilor.